# Julio Romero de Torres
Julio Romero de Torres (Córdoba, 9 de noviembre de 1874-Córdoba, 10 de mayo de 1930) fue un pintor simbolista español. Nacido en una familia de artistas, de joven realiza una pintura regionalista, heredera de la mejor tradición española, para adherirse progresivamente a la estética de la generación del 98 y del modernismo, triunfante en España. Hacia 1908, su estética desemboca en un estilo personal que conjuga sentimiento popular y un genuino folclore, en una línea andalucísima plagada de refinamiento y embrujo. En sus inicios, junto a Solana, Arteta y Ricardo Baroja, intenta reflejar en sus cuadros una España dramática y rural, frente a Sorolla, Sotomayor o Moreno Carbonero, de visión más acomodaticia.
Romero de Torres sobresale por un dibujo preciso en composiciones equilibradas de colores azulados, verdosos y, sobre todo, negros. También fue conocido por su temática flamenca y taurina, con cierto tributo a la copla popular. Tres etapas podemos apreciar en la obra de este pintor modernista. Una inicial, que acabaría en 1908. Una central que terminaría en 1916. Y una final, que acabaría con su muerte en 1930. Su obra mejor cotizada ha sido el cuadro Fuensanta, subastada en 2007 por 1,17 millones de euros debido a que fue la imagen del billete de 100 pesetas.

## Biografía

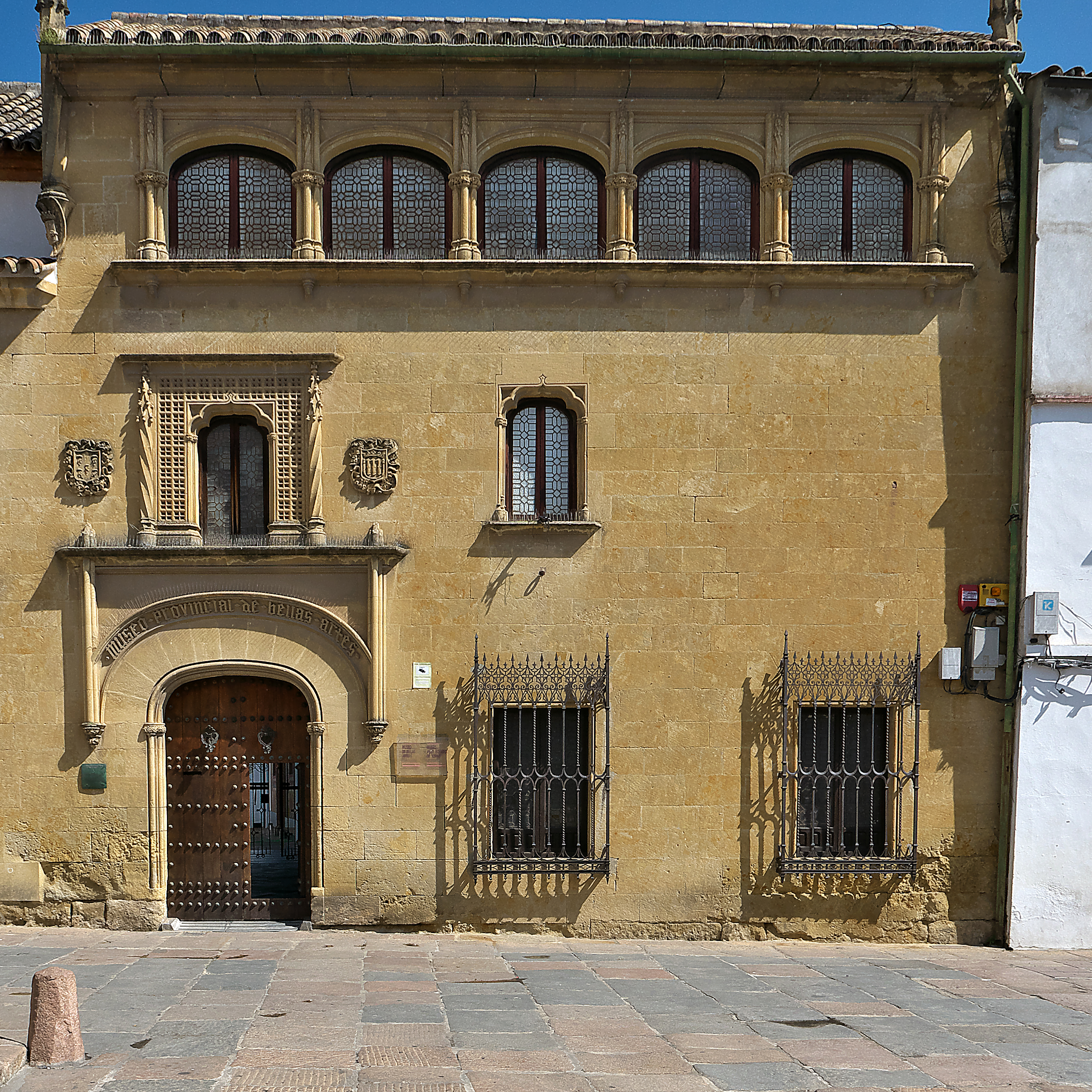
Casa natal del pintor, hoy día Museo Julio Romero de Torres.

Séptimo hijo de Rafael Romero Barros, pintor costumbrista y conservador del Museo de Bellas Artes de Córdoba, Julio Romero de Torres nació en Córdoba el 9 de noviembre de 1874, en un hogar volcado a las artes. Su padre había nacido en Moguer (Huelva) y en 1862 llegó a la ciudad de Córdoba como conservador del Museo de pinturas. Se instaló en una vivienda aneja al museo, en la plaza del Potro, junto a su esposa, la sevillana Rosario de Torres Delgado. En ese ambiente crecieron los ocho hijos del matrimonio, rodeados de obras de arte y de los escolares de la Escuela de arte y Conservatorio de Música, también instalados en el mismo recinto. Allí se crio Julio, junto a sus hermanos los pintores Enrique Romero de Torres, dos años mayor, y Rafael Romero de Torres, el primogénito, nacido en 1865, pero fallecido prematuramente en 1898, con apenas treinta y tres años. 

### Formación (1889-1895)
Julio Romero asiste al Instituto Luis de Góngora de la capital cordobesa. Con diez años va a recibir clases de Música y solfeo en las aulas del Conservatorio y estudia pintura y dibujo en la Escuela Provincial de Bellas Artes que dirige su padre, junto a sus hermanos Rafael y Enrique. En 1889 presenta sus primeras obras fechadas, Cabeza de árabe o Tipo árabe a caballo. En 1890, con apenas 16 años, pinta La huerta de Morales, que también pintara su padre. Hay en ambas una clara influencia paterna, por los temas que desarrolla y el estilo, en el que están presentes pintores paisajísticos y costumbristas, como Jenaro Pérez Villaamil, Aureliano Beruete o Carlos de Haes.
En 1891 empieza a colaborar con el «Almanaque» del Diario de Córdoba, con espléndidos dibujos, a veces en unión de sus hermanos (colaboración que se mantendrá hasta 1912). En 1892 consigue la medalla en la asignatura de Dibujo al natural en la Escuela de Bellas Artes de Córdoba. Al año siguiente, publica por primera vez en la revista madrileña La Gran Vía. Más adelante ilustrará en ella poemas de Manuel Reina y Salvador Rueda.

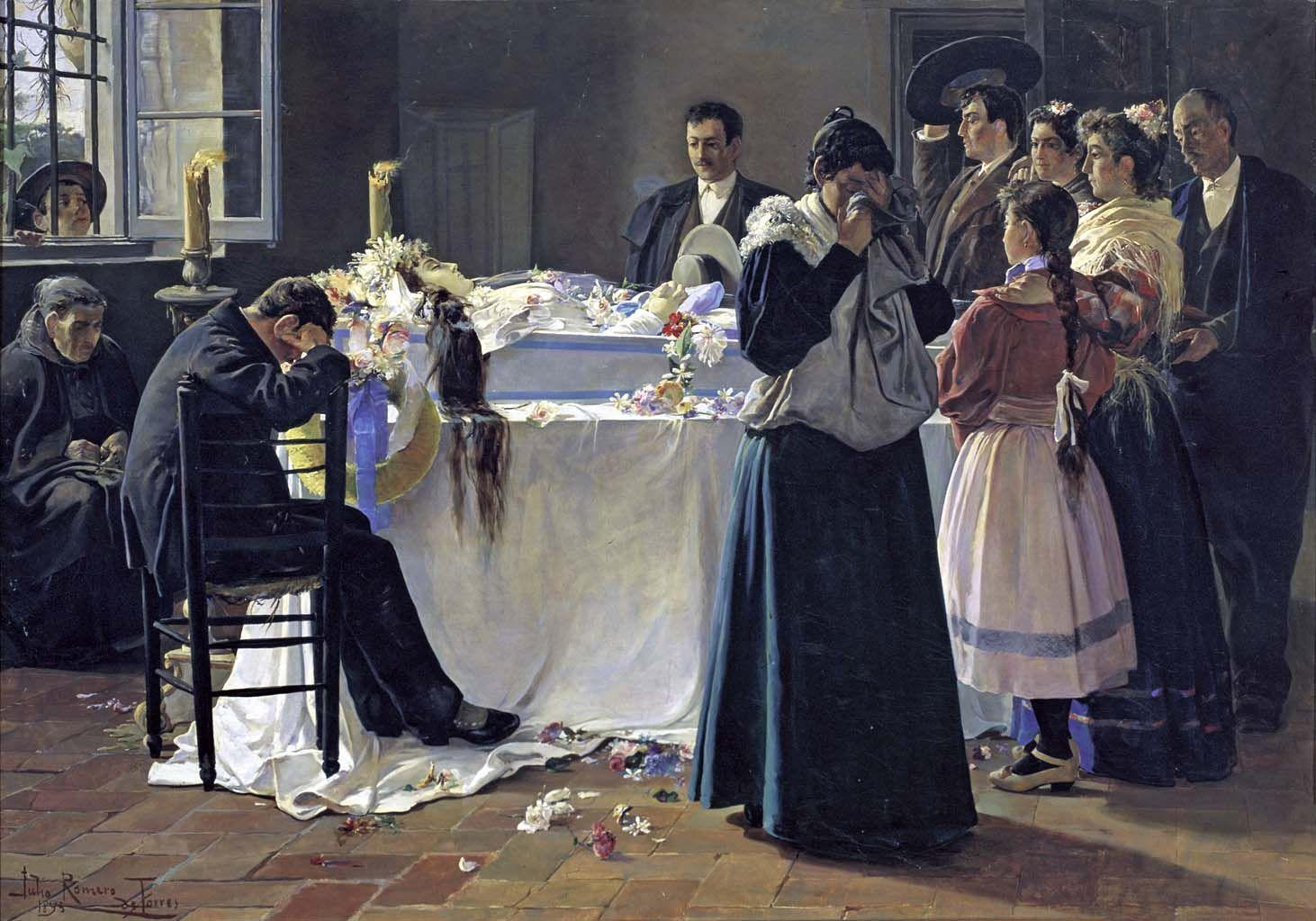
Mira qué bonita era (1895)

En 1895, Romero presenta su obra ¡Mira qué bonita era! en la Exposición Nacional de Bellas Artes celebrada en el Retiro madrileño. El cuadro obtiene mención honorífica y que es adquirida por el Estado. El título está sacado del primer verso de una famosa soleá:
¡Mira qué bonita era!
¡Mira qué bonita era!
Se parecía a la Virgen
de Consolación de Utrera.
El primer premio fue para Joaquín Sorolla, por su obra ¡Aún dicen que el pescado es caro!. El fallecimiento de su padre el día 1 de diciembre de 1895 afecta enormemente a la familia. Su hermano Enrique se ve obligado a regresar definitivamente a Córdoba para ocupar la vacante del museo dejada por su padre, siendo nombrado conservador–restaurador del Museo Provincial.
En 1897 decide optar a una beca de la Academia Española de Roma, que había convocado el concurso bajo el tema: El anarquista y su familia. Romero de Torres no obtiene la beca, aunque al año siguiente presenta su sombrío retrato de un anarquista bajo el nombre de Conciencia tranquila a la Exposición Nacional de Bellas Artes, consiguiendo la tercera medalla. Sus amigos de Córdoba, enterados de su éxito, le preparan un pequeño homenaje para el 30 de mayo de 1898. Pocos meses después, en noviembre, fallece su hermano Rafael. Ese mismo año, además, se inicia como cartelista pintando el cartel de la Feria de Nuestra Señora de la Salud de Córdoba.

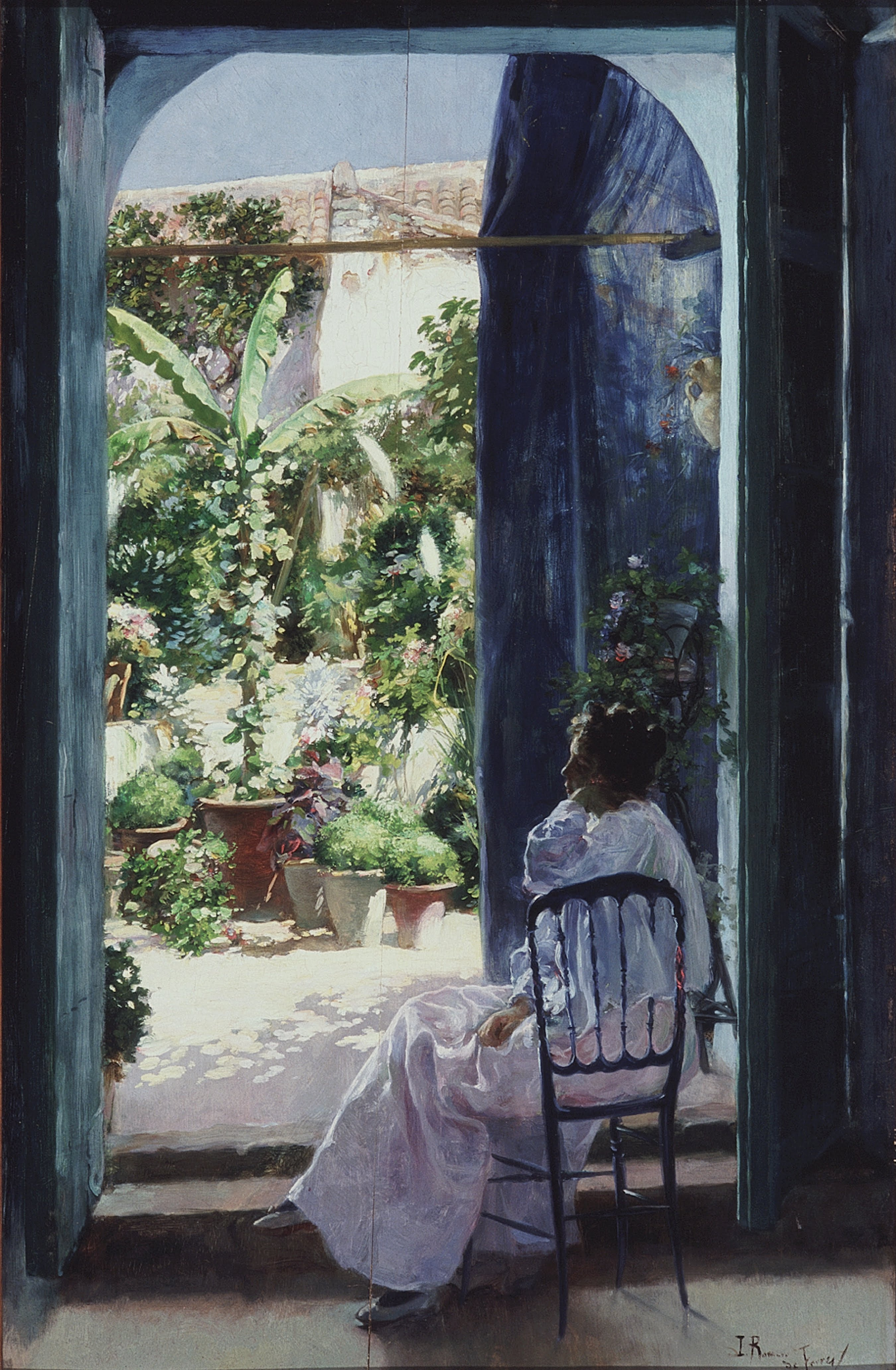
Patio andaluz o Pereza andaluza (ca. 1900).

Con su hermano Enrique, pinta un fresco en el Círculo de la Amistad titulado Rosas en la balconada. Frecuenta a personajes del mundo de los toros, como Belmonte, El Gallo, Machaquito y pinta el Retrato del torero Guerrita. También se adentra en el mundo del flamenco y conoce a Pastora Imperio y La Niña de los Peines.
Matrimonio
El 30 de octubre de 1899, Romero de Torres contrae matrimonio con la cordobesa Francisca Pellicer López, miembro de una familia de creadores. Su hermano era el escritor y dramaturgo Julio Pellicer y su sobrino, el pintor Rafael Pellicer. Del matrimonio nacerían tres hijos: Rafael, Amalia y María de los Ángeles, ninguno de los cuales dejó descendencia.

### Primera etapa (1900-1908)
En 1900 hace las ilustraciones de Tierra andaluza, un texto de Julio Pellicer, y conoce a Amalia Fernández Heredia, la modelo de Musa gitana. Pinta un retrato de la marquesa de Viana. En 1902 es nombrado profesor numerario de la cátedra de Colorido, Dibujo y Copia de la Escuela de Bellas Artes de Córdoba y en 1903 profesor agregado en la Escuela Superior de Artes Industriales.

#### Generación del 98
En 1903, Julio Romero viaja con su hermano Enrique por Marruecos. Pinta La monta y Calle de Tánger, entre otras obras, con un aire de temática africana. Al año siguiente viaja por Francia y los Países Bajos. A su regreso permanece en Madrid. Frecuenta el Café de Levante, que ya visitó con motivo de su fundación el año anterior, en compañía de Valle-Inclán. Asiste a las sesiones de la "Academia de poesía modernista" de los hermanos Machado, y conoce a Pío Baroja, Pérez de Ayala, Alejandro Sawa, Antonio de Hoyos y Emilio Carrere. Coincide con colegas y amigos como Zuloaga, Solana, Rusiñol, su paisano Mateo Inurria, Anglada Camarasa o Rodríguez Acosta. En la Exposición Nacional de Bellas Artes presenta tres obras: Rosarillo, Aceituneras y Horas de angustia. Y termina los murales de la parroquia de la Asunción de Porcuna. Ese año es nombrado académico correspondiente de la Real Academia de Córdoba.

#### Lectura

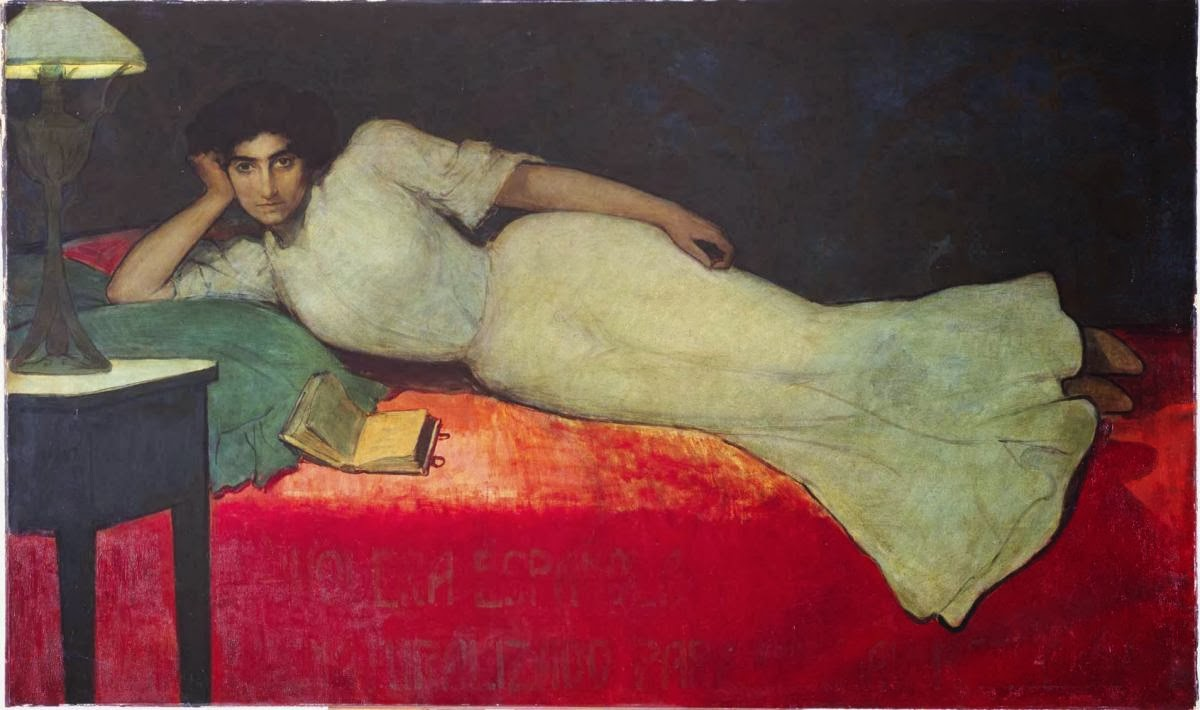
Lectura (1901-1902). Museo Nacional Centro de Arte Reina Sofía.

Hacia 1902, Julio Romero pinta Lectura, un cuadro genuinamente personal. En la composición, apreciamos el dominio absoluto del joven artista. En la imagen, una modelo de aires andaluces está recostada sobre la cama, con la cabeza apoyada en su brazo, y deja abandonado un libro sobre la colcha. En el cuadro predomina el color rojizo del cobertor y los blancos rotos del vestido de la joven. El calzado apenas se sugiere con unas líneas, sobre un fondo oscuro. En la parte izquierda de la composición, una lamparita sobre una mesilla de madera, con tintes modernistas. 

#### Círculo de la Amistad de Córdoba

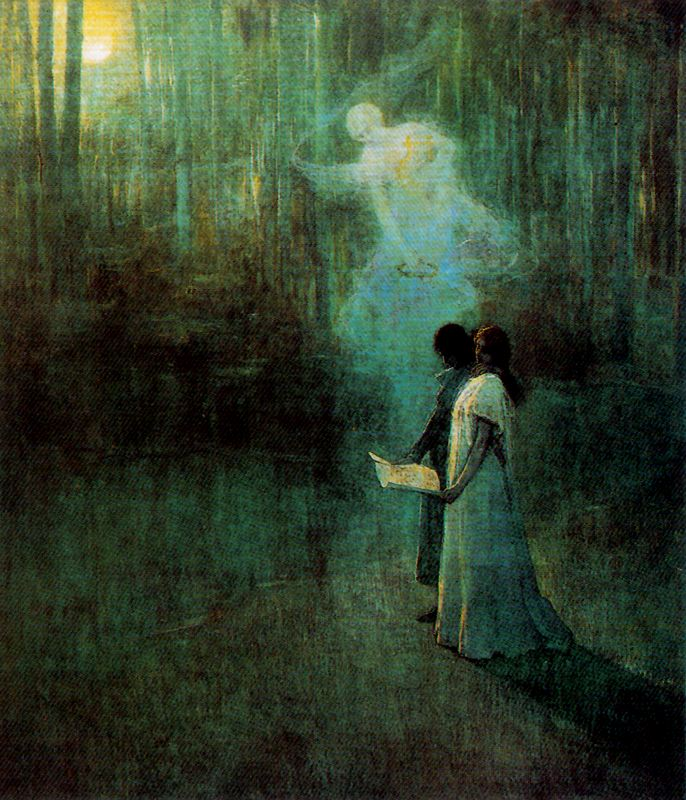
Canto de amor (1905). Círculo de la Amistad de Córdoba.

En 1903, el Círculo de la Amistad de Córdoba le propone, por boca de su director, Antonio Marín, seis telas para ilustrar el primitivo salón pequeño de la entidad. Romero realiza cinco grandes murales dedicados a la literatura, la música, la poesía, la escultura y el arte. En tonos claros, en los que predomina el azul, el artista se nos presenta como un definitivo modernista, inspirado en la escuela británica de los prerrafaelistas y con asociaciones al maestro Joaquín Sorolla. Pasados los años, y tras su reforma, el Círculo trasladó los frescos a la escalinata principal, lo que le dio un aire de palacio renacentista. El artista, que habría tenido la oportunidad de conocer durante su viaje de 1904 por París y los Países Bajos la obra de un Puvis de Chavannes o de los modernistas y simbolistas catalanes como Ramón Casas, incluso los trabajos de monocromía de Whistler, con un lenguaje alegórico busca la representación de ideas abstractas por medio de figuras femeninas, la obra de arte total, procedente del romanticismo alemán. Romero de Torres consigue una mínima referencia a la realidad con mujeres de sensual materialidad, aunque desprovistas del más leve atisbo de erotismo o carnalidad, obras imbuidas de una atmósfera evanescente. Sugieren más la contemplación platónica y la ensoñación poética, que las promesas de la carne. A todo lo cual contribuye una utilización del cromatismo en la que se subrayan los colores positivos que insisten en la inmaterialidad, como los blancos y los tonos del azul, sugeridores de la paz, la inocencia, la pureza, la armonía, la serenidad y el infinito.
Su amistad con el grupo de escritores modernistas, especialmente con Ramón María del Valle-Inclán y Manuel Machado, va a influir en su manera de hacer pintura. La cerrada defensa que hacen de Romero de Torres autores como Jacinto Benavente, da idea de que su obra no solo era "modernista". Cuadros como Amor sagrado y amor profano, Retablo del amor y la trilogía compuesta por Las dos sendas, El pecado (1913) y La gracia (1915) acercan su obra a la de los modernistas españoles, generación que se solapa con la generación del 98. A la par, en esta etapa, Romero de Torres profundiza en la psicología femenina, llevando a sus obras los estados del alma femenina, sus inquietudes y su búsqueda de la realización humana, aportando una visión ante situaciones discriminatorias que durante siglos ha padecido la mujer.

#### Exposición Nacional de Bellas Artes

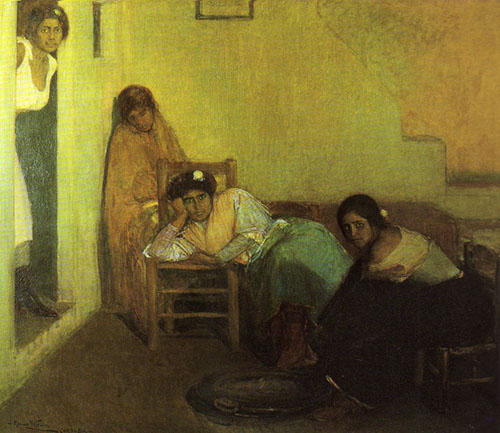
Vividoras del amor (1906)

Julio Romero participa en la Exposición Nacional de Bellas Artes de 1906. Una de sus obras, Vividoras del amor es rechazada por inmoral. Paradójicamente, dos años más tarde, esta misma obra se expone en Londres con gran éxito. El tema de la prostitución no era nuevo ni en la literatura ni en la pintura de principios del siglo XX. El malditismo de Baudelaire y los simbolistas era bien conocido en España. La obra primera de Manuel Machado nos da idea de su presencia en las letras españolas. En pintura, a Joaquín Sorolla se debe Trata de blancas (1897) y a Gonzalo Bilbao, La esclava (1904). Romero de Torres se ocupa del tema en varias ocasiones, y en todas ellas es perceptible su preocupación social y no tanto esteticista. Con Vividoras del amor, el pintor suscitó un monumental escándalo en la Exposición Nacional de Bellas Artes de 1906. Lo sorprendente es que Gonzalo Bilbao, que estaba en el jurado, participase de tal opinión, cuando su cuadro, La esclava, de 1904, era de idéntica temática y es más que probable que inspirara el de Romero de Torres. Incluso algunos han visto el cuadro de Romero como inspiración del mismo Pablo Picasso en Las señoritas de Aviñón (1907).
En 1907, vuelve a participar en la Exposición convocada por el Círculo de Bellas Artes. También participan Solana, Rusiñol y Regoyos. Dos de las obras que presenta, Carmen y Rosario, son adquiridas por la marquesa de Esquilache, lo que da idea de que su obra empieza a interesar a la alta sociedad española.

#### La musa gitana

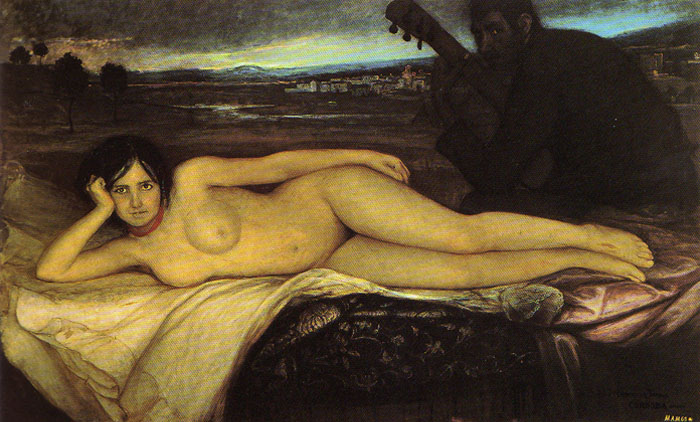
La musa gitana (1907)

Realizada antes de su viaje por Europa, con La musa gitana (1907), Romero cierra una etapa. La obra concurre a la Exposición Nacional de Bellas Artes del año siguiente, 1908. El cuadro, protagonizado por su modelo Amalia Fernández Heredia, obtiene la medalla de oro de la exposición. Como era preceptivo, el Estado la adquiere para exhibirla en el Museo de Arte Moderno. Sin embargo, el dramaturgo e intelectual Jacinto Benavente protesta públicamente y afirma que una obra de esta naturaleza debe estar colgada en el templo de la pintura española, el Museo del Prado.
Tras el escándalo, Rafael Cansinos-Asséns, uno de los grandes promotores del ultraísmo, recuerda en sus memorias su encuentro con nuestro pintor: 

Una noche fuimos a ese café [Candelas], del que era asiduo Romero de Torres, el pintor cordobés, el creador de la Musa gitana, que había impuesto con sus cuadros el tipo de la mujer morena, pasional y fatal. Fue para mí una gran emoción, oírle su "buenas noches" con un acento andaluz y estrechar su mano, ancha y ruda, de torero.
Rafael Cansinos-Asséns, La novela de un literato, pág. 176.

Su amigo, Ramón Mª del Valle-Inclán escribe: 

Romero de Torres sabe que la verdad esencial no es la baja verdad que descubren los ojos, sino aquella otra que solo descubre el espíritu unida a un oculto ritmo de emoción y armonía, que es el goce estético.
Ramón Mª del Valle-Inclán : Romero de Torres.

### Simbolismo (1908-1915)

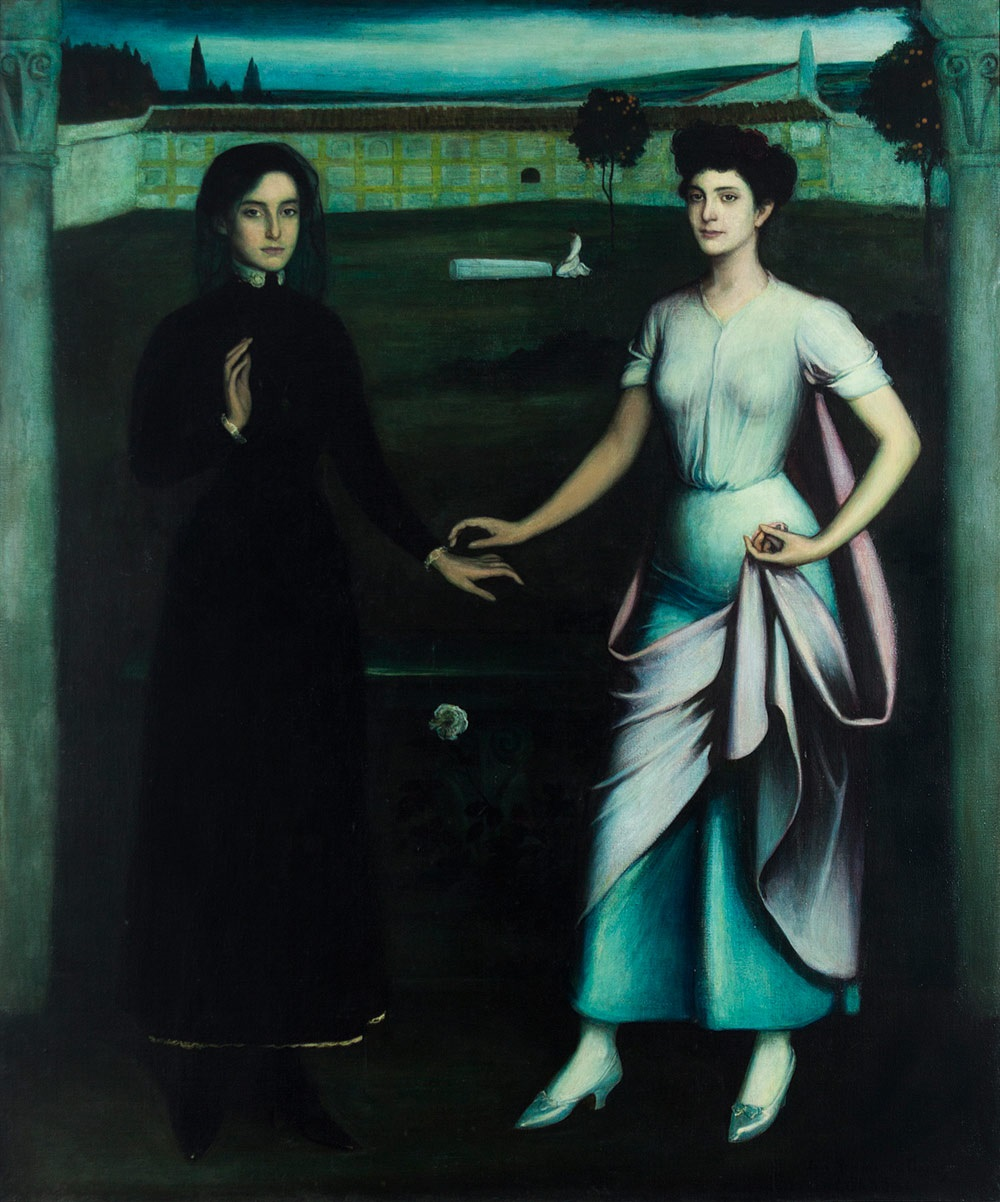
Amor místico y amor profano. Palacio de Viana (Córdoba).

En 1908, Romero viaja por Italia, Francia y Reino Unido. Estudia el Renacimiento y conoce a fondo los primitivos italianos. En Gran Bretaña, admira las obras de los prerrafaelistas. Tras el viaje, el contenido de su obra y el tratamiento de su pincelada cambió radicalmente. Con influencias como las de Tiziano en su obra Amor sagrado y amor profano, Julio Romero inicia una nueva etapa, un ciclo de pinturas en el que la mujer se convierte en heroína. Deja atrás sus obras costumbristas o de preocupación social de sus primeros años, sus obras románticas y modernistas del Casino cordobés, aquellas en las que se adivina su admiración por Joaquín Sorolla, para adentrarse ahora sí en su etapa simbolista.

#### Amor sagrado y amor profano
Hacia 1908, Julio Romero realiza Amor místico y amor profano, una de sus obras en las que profundiza en la dualidad del ser humano. En primer plano, con un fondo de tonos sombríos, mujer que viste de negro a la izquierda, mujer que viste de blanco, a la derecha, que casi entrecruzan sus manos, con las tapias del cementerio al fondo, que tapan los cipreses de lejos.

#### Retablo del amor

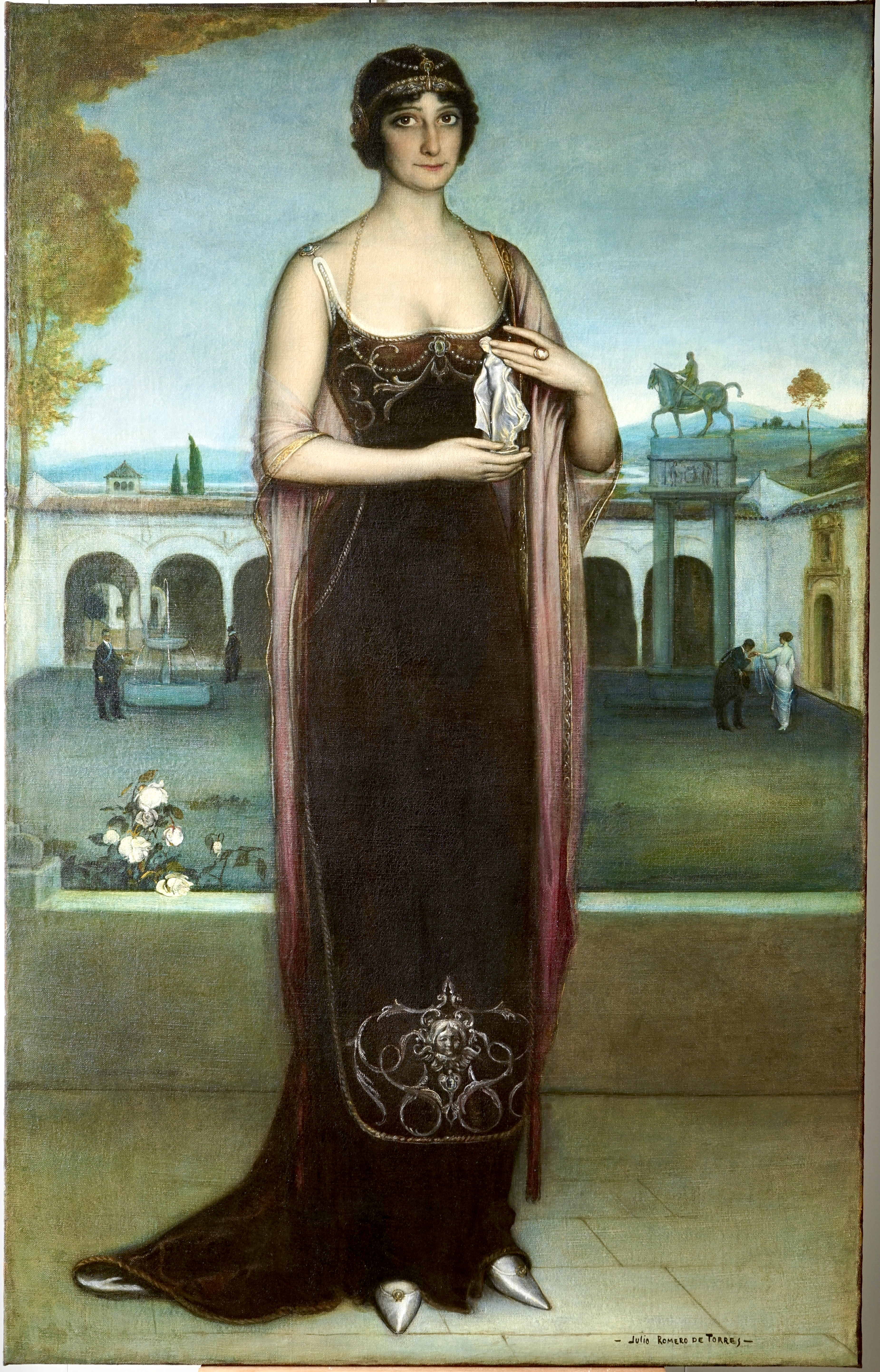
Retrato de Adela Carbone, La Tanagra (1911). Colección Dr. Blas García

En 1911, el público de Barcelona admira su Retablo del amor (1910), políptico de seis tablas con medidas desiguales presidido por dos desnudos femeninos. Abajo, mujeres virtuosas. Arriba, mujeres pecadoras. Al fondo, la ciudad mítica de Torres, la Córdoba esencial. Ese mismo año ilustra Voces de gesta, una obra de su amigo Valle-Inclán, así como varias composiciones de los hermanos Machado. Presenta La consagración de la copla y los retratos de Belmonte y de Pastora Imperio, así como su Autorretrato. Viaja a Múnich y marcha después a Buenos Aires. En 1913 visita Chicago y más tarde Gante. Pinta La Gracia y El Pecado, también su famoso Poema de Córdoba, un políptico en siete tablas atípico en la tradición española.

#### Retratista

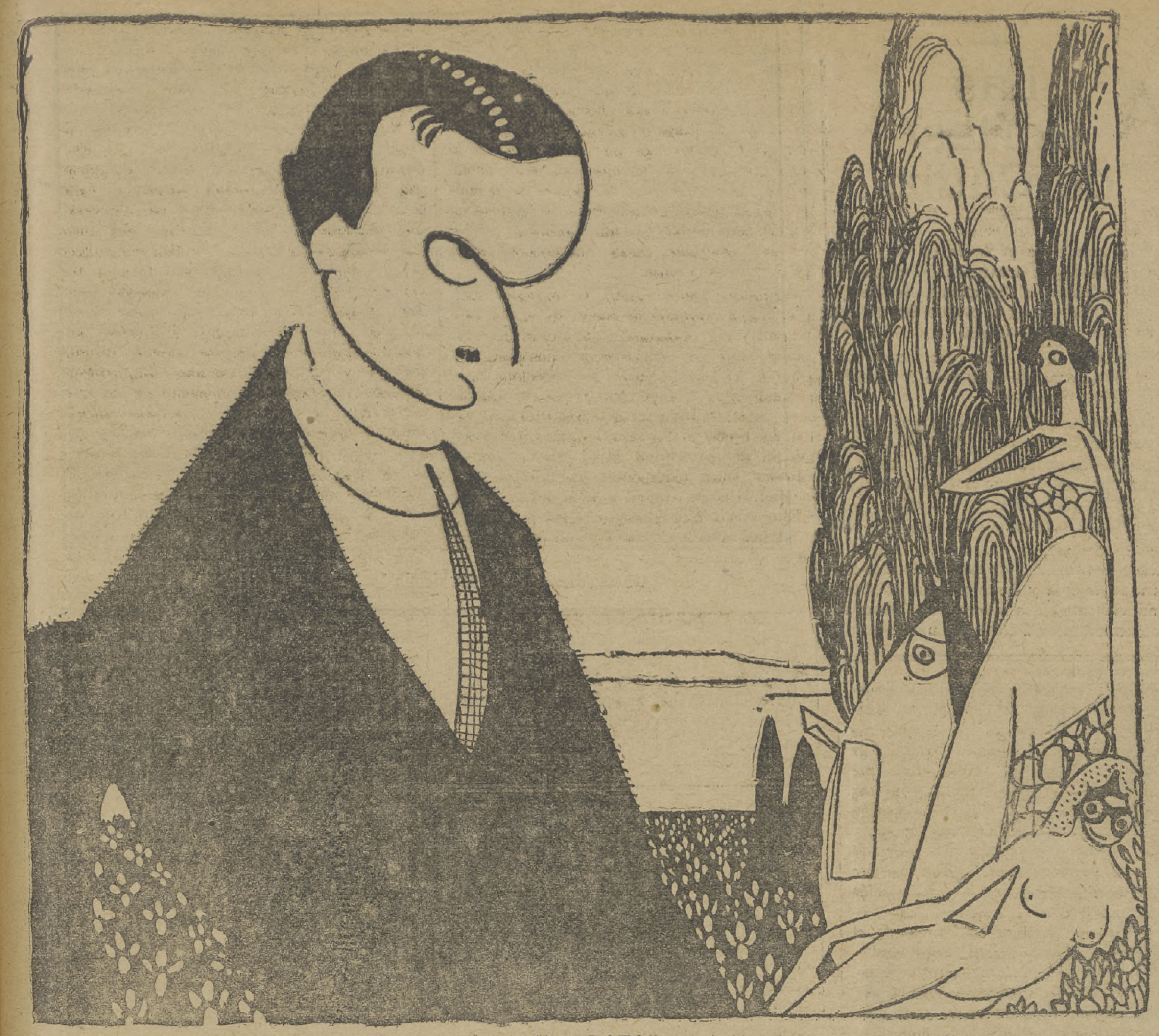
Caricaturizado por Bagaría (La Tribuna, 1912)

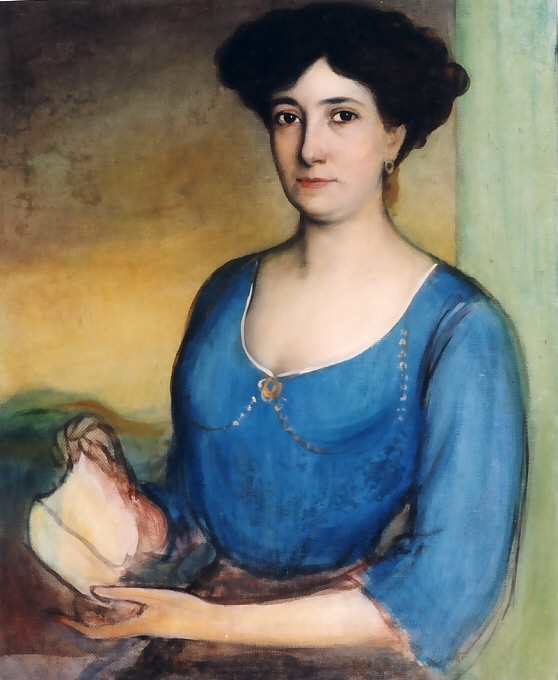
Boceto para el retrato de La señora de Casanueva (1910).

Romero de Torres es también un gran amante del retrato. Con cerca de un millar de obras, más de 500 pertenecen a retratos identificados. Su gran mayoría, algo más de 400 pertenecen a actrices, bailarinas, cantantes, escritoras o esposas de empresarios y políticos. Como retratista, entre 1915 y 1930, Romero plasmó en sus lienzos a todos los estamentos sociales, aunque dada su notoriedad, su trabajo fue demandado mayoritariamente por modelos de renombre que pagaban una considerable suma por su trabajo, desde miembros de la aristocracia o la burguesía madrileña, vasca o catalana, hasta las artistas, cupletistas o toreros destacados. Romero de Torres fue el cronista de toda una época. Solo faltaron los deportistas, a los que Romero no prestó atención.

##### Retrato de Adela Carbone, la Tanagra
Adela Carbone, llamada la Tanagra (1890), es un personaje muy interesante que Romero de Torres pinta en el año 1911, cuando la actriz tiene veintiún años. El Retrato de Adela Carbone, La Tanagra constituye uno de los máximos exponentes de la influencia renacentista en la obra de Romero de Torres y será expuesto en la Exposición Nacional de Bellas Artes de 1912, siendo Adela Carbone también la protagonista de la monumental obra La Consagración de la Copla donde Adela Carbone representa el eje vertebrador del lienzo. Carbone era cuñada del escritor cordobés Cristóbal de Castro, que ese mismo año se casaría con la actriz Mary Carboné de Arcos, de origen genovés. Su hermana Adela, además de actriz, escribiría algunas novelas breves, como El crimen de Lotino (1917), La huella (1918), La hermanastra (1919) o El amigo ahorcado (1920). Como actriz, fue protagonista de algunas películas del primitivo cine español, como Aventuras de Pepín (1909) o El fantasma del castillo (1911).

#### La consagración de la copla

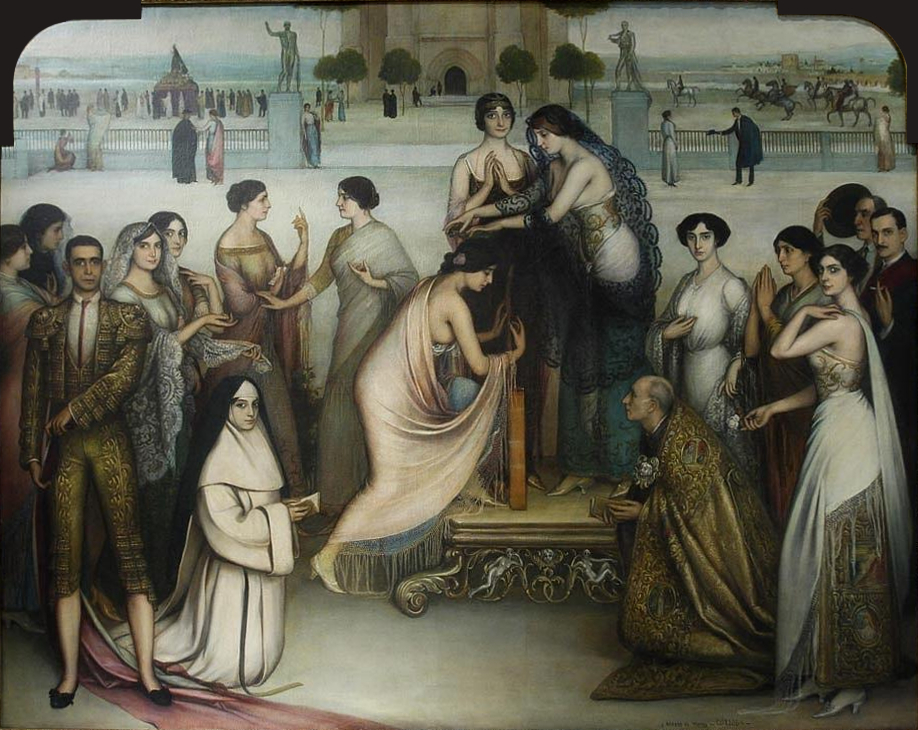
La consagración de la copla (1912). Fundación Prasa.

Julio Romero había retratado a Pastora Imperio en varias ocasiones con anterioridad a 1912, pero su rostro se puede apreciar entre los retratos que forman parte del monumental lienzo La consagración de la copla, entre ellos el del propio Julio Romero. También se aprecian artistas como Adela Carbone o Socorro Miranda y los toreros Machaquito o Guerra. Tras la negativa del jurado de la Exposición Nacional de Bellas Artes de 1912 a otorgar distinción alguna a la obra de Romero de Torres, Gregorio Martínez Sierra junto con Jacinto Benavente, Benito Pérez Galdós y cien firmas más de los intelectuales más reconocidos de España, levantaron su voz públicamente para apoyar al pintor cordobés y protestar contra el fallo del jurado de la Exposición Nacional.

#### La Venus de la poesía

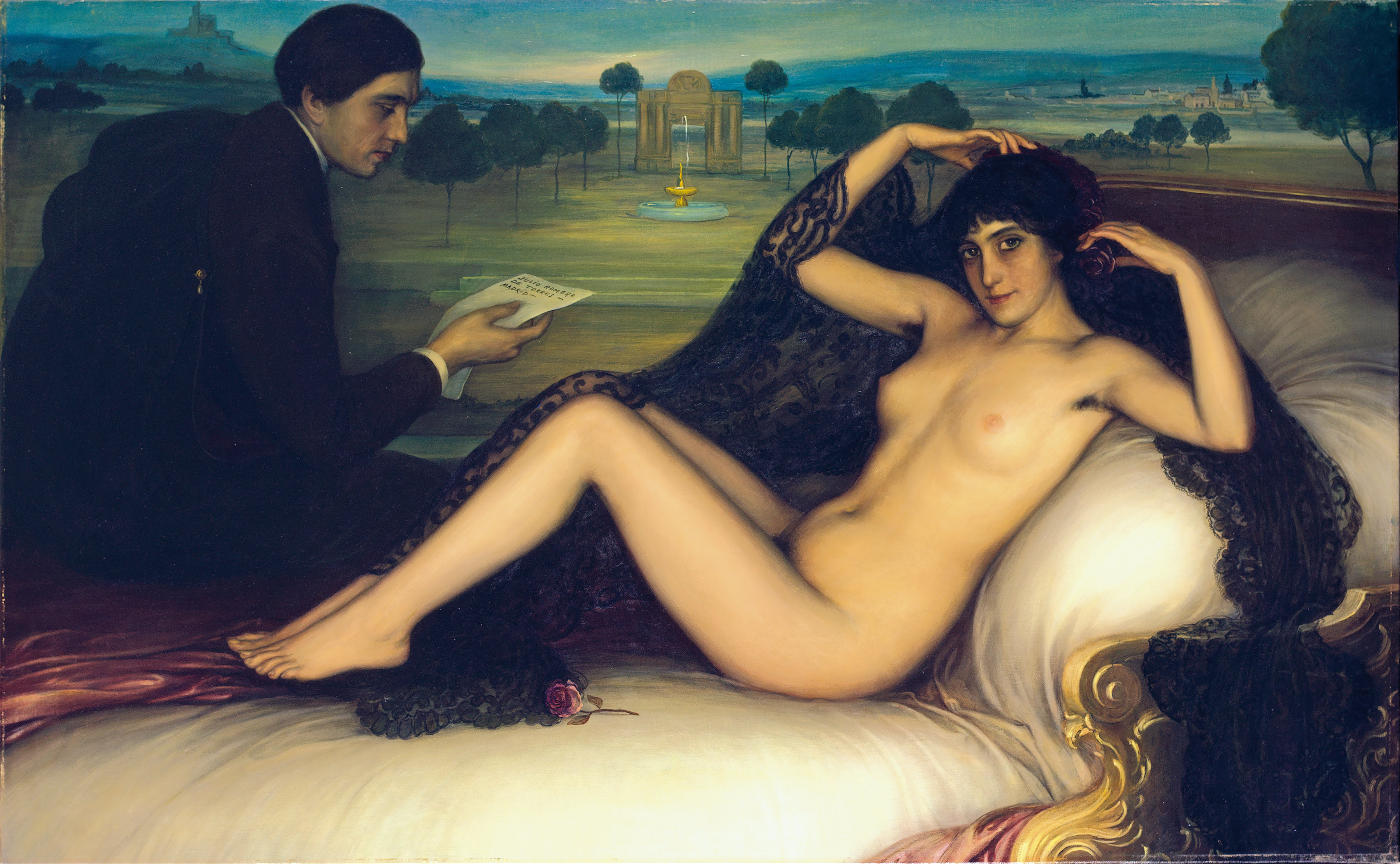
La Venus de la poesía (1913). Museo de Bellas Artes de Bilbao.

La Venus de la poesía es una pintura realizada al óleo y temple en 1913 por Julio Romero de Torres. Sus dimensiones son de 93,2 × 154 cm. Este cuadro es una alegoría que muestra los retratos de la cupletista española Raquel Meller y su marido, el escritor guatemalteco, Enrique Gómez Carrillo. Fue adquirido por el Museo de Bellas Artes de Bilbao.

#### Poema de Córdoba
El políptico Poema de Córdoba, pintado en 1913, está compuesto de siete paneles, es una alegoría de la ciudad de Córdoba a través de sus personajes femeninos más característicos. Fue expuesto en Madrid en la Exposición Nacional de Bellas Artes de 1915. El tamaño de seis elementos es idéntico, pero el séptimo y central es de mayor tamaño. En cada panel se representa alegóricamente la historia de la ciudad a través de algunos de sus personajes más ilustres. De izquierda a derecha: Córdoba guerrera, Córdoba barroca, Córdoba judía, Córdoba cristiana, Córdoba romana, Córdoba religiosa y Córdoba torera. En el panel central, dos mujeres sostienen una imagen de San Rafael, el arcángel más fiel a Córdoba.

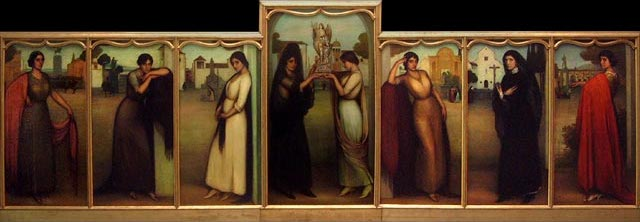
Poema de Córdoba (1913). Museo Julio Romero de Torres.

#### El pecado y La gracia

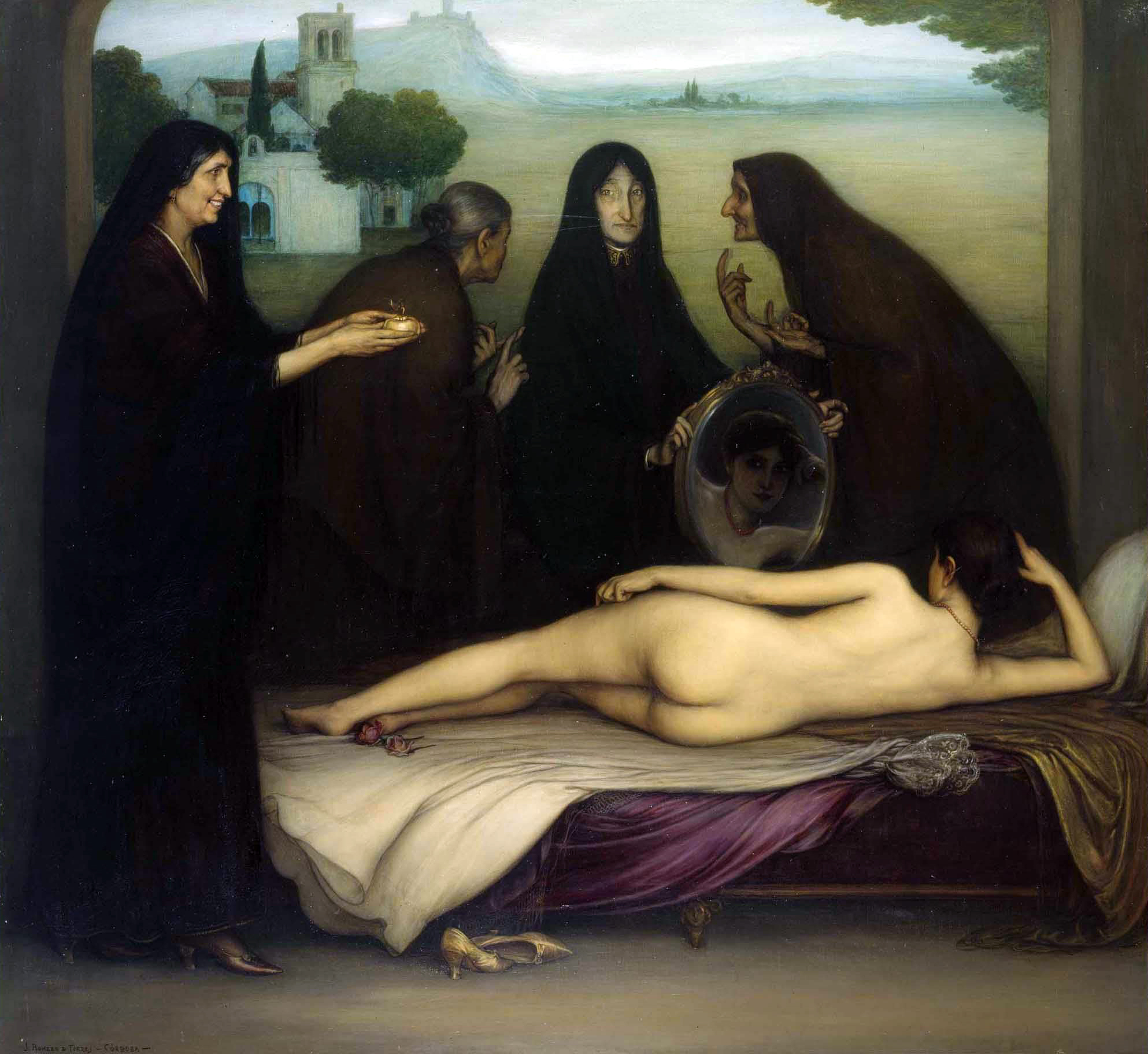
El pecado (1913). Museo Julio Romero de Torres.

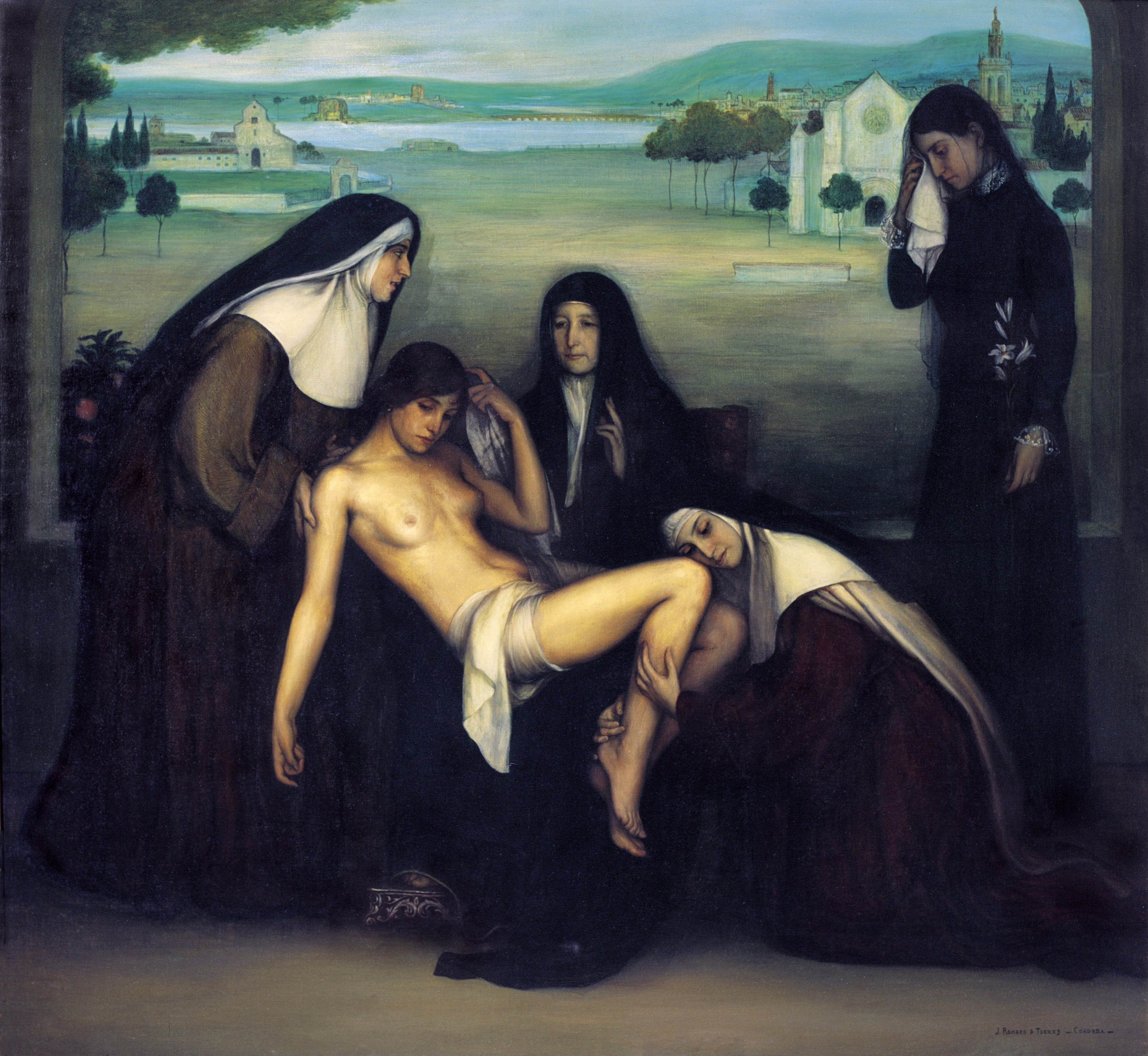
La gracia (1915). Museo Julio Romero de Torres.

Pintado en 1915, La Gracia -escrita con mayúscula en la época- era la contraposición de El pecado (1913). Ambos lienzos tienen exactas dimensiones y parecen hechos para colgar en un mismo espacio. La gracia no fue dado a conocer hasta la Exposición Nacional de 1915. El lienzo, tras la exposición, fue adquirido por el industrial estadounidense Charles Deering. Tras algunas vicisitudes y procedente de una colección particular de Estados Unidos, salió a subasta en la galería Sotheby's de Londres en 2000 y fue adquirido por el Ayuntamiento de Córdoba por el precio de 612 000 €.
Julio Romero repite la misma estructura compositiva en ambos: el desnudo de una joven rodeado de cuatro personajes femeninos. La modelo, que en «El pecado» aparecía en su plenitud, se muestra en «La gracia» arrepentida, con su cuerpo desplomado, moribundo, aunque todavía hermoso, en manos de unas santas, que le dan la virtud que no tiene. La escena parece la de Cristo que acaba de descender de la cruz. La figura de la izquierda, con hábito de monja, no es otra que la cantaora Carmen Casena. María Magdalena podría ser esa monjita que abraza los pies de la joven. La modelo, de proverbial belleza, es Adela Moyano. Se ha dicho que la obra recuerda el descendimiento del Greco en su obra «La quinta Angustia».
El paisaje da una vez más una inmensa serenidad al espacio. Mientras en La gracia se divisa la silueta del Castillo de Almodóvar del Río, en el segundo podemos vislumbrar al fondo monumentos aislados de Córdoba, la eterna ciudad de Romero: el cementerio de San Rafael, la iglesia de la Fuensanta, el Guadalquivir y sus molinos, el puente romano, la Calahorra, la iglesia de Santa Marina, la torre de la iglesia de San Lorenzo y la Mezquita.

#### La Argentinita

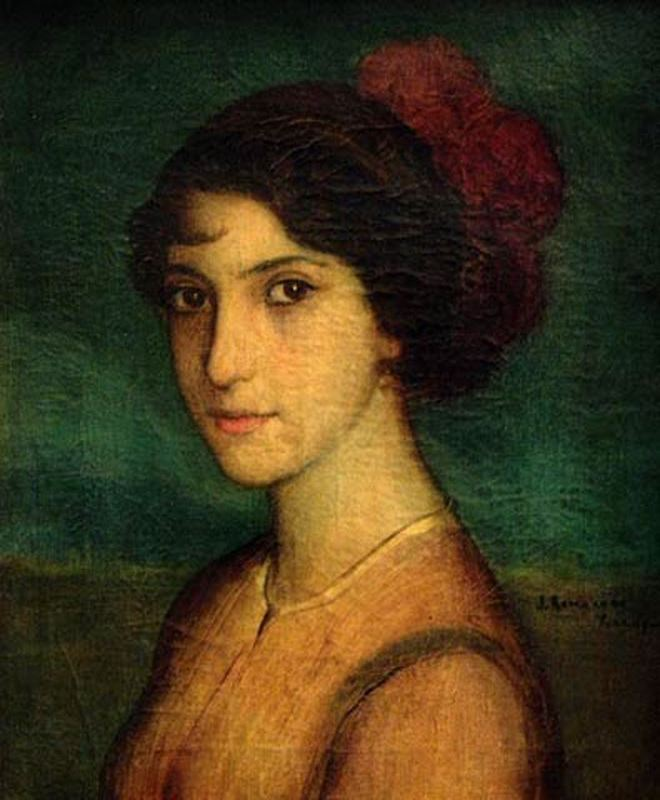
La Argentinita (1915). Museo Julio Romero de Torres de Córdoba

Niña prodigio, La Argentinita se presentó al público con ocho años en el Teatro-Circo de San Sebastián. A partir de ese momento se la conoció por La Argentinita para distinguirla de la también célebre Antonia Mercé quien recibió el nombre de La Argentina. Tras recorrer España como niña prodigio, recaló en Madrid, trabajando en diversos teatros. Conjugaba el flamenco, el tango, las bulerías y los boleros, en una suerte de mezclas que resultaron una novedad en su época. Julio Romero de Torres la pinta a su llegada a Madrid, en 1915. Andando el tiempo, La Argentinita conectará con la incipiente Generación del 27, y acompañará a Rafael Alberti, Federico García Lorca, Edgar Neville o Ignacio Sánchez Mejías, el rico y famoso torero que fue su amante.[cita requerida] El óleo de Romero es de apenas 38 por 32 cm. Destaca el fondo verde de la pintura, en contraste con el rojo de su tocado, sobre el cabello. Verde y rojo se sobreponen a la delicada figura de la modelo, una aniñada Argentinita que viste una sencilla blusa beige. La sencillez y sutileza de las líneas del retrato llevan a Julio Romero de Torres a aproximarse a nuevos movimientos artísticos en boga.

### Etapa de madurez (1916-1930)
En 1915, Julio Romero de Torres se instala en Madrid. Vivirá en la Carrera de San Jerónimo, número 15, junto al Congreso de los Diputados. Su estudio lo monta en la calle Pelayo, en un piso que le facilita Florestán Aguilar, dentista personal del rey Alfonso XIII.

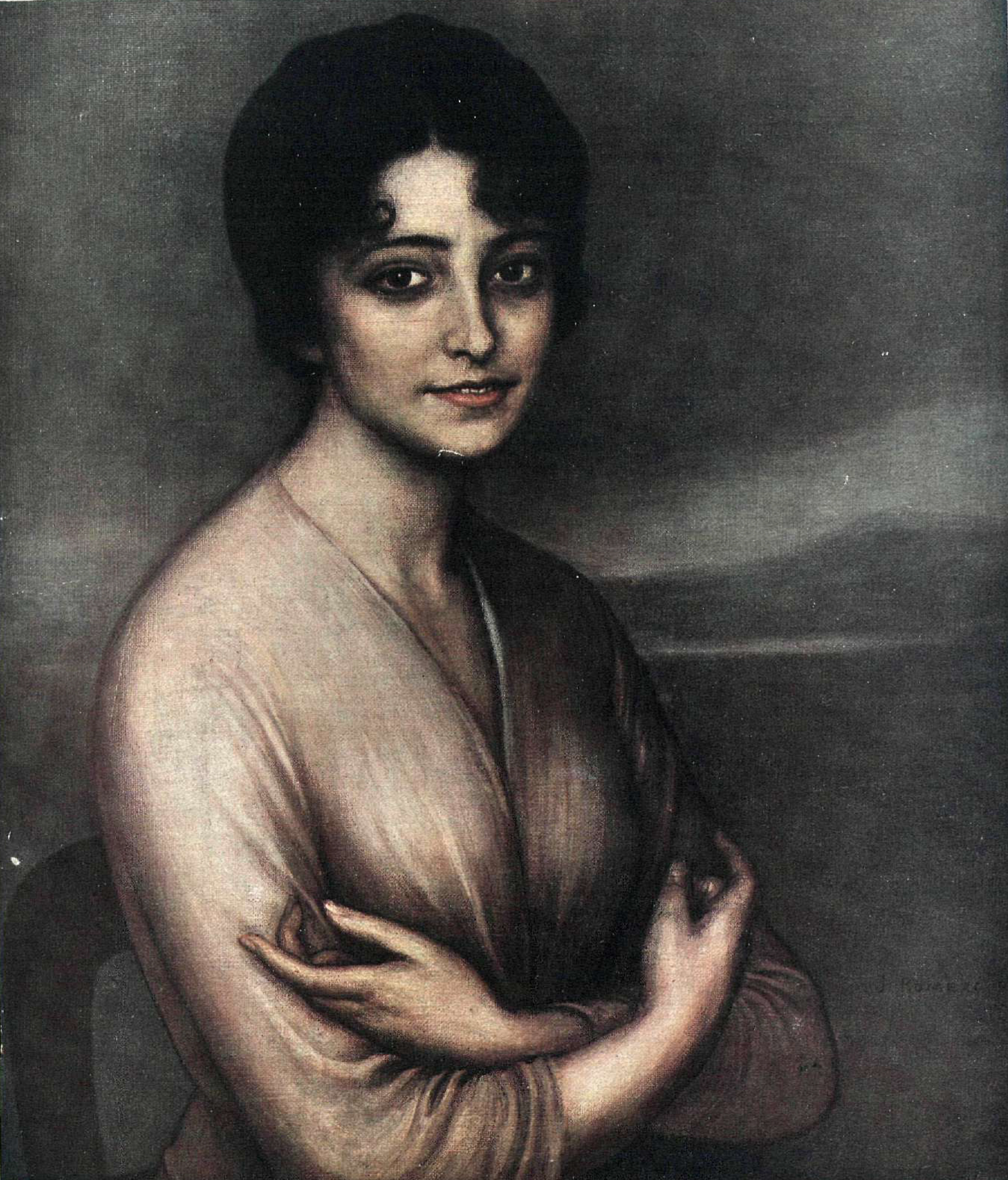
Retrato de la señorita Julia Pachelo (1916)

Ese año expone, en sección especial fuera de concurso, quince obras en la Exposición Nacional de Bellas Artes. Sería el último año que participara en una Exposición Nacional.
Frecuenta el Café Pombo y firma el manifiesto aliadófilo junto a Gregorio Marañón, Menéndez Pidal, Ortega, Machado, Valle, Galdós, Casas, Zuloaga, Unamuno y Azaña. Su obra Carmen es adquirida por el diestro Juan Belmonte. Romero ilustra Los intereses creados de Benavente.
Julio Romero se relaciona con la revista España, dirigida primero por Ortega y Gasset y más tarde por Araquistáin y Azaña. También asiste a las tertulias de la Maison Dorée, en la que se dan cita las grandes figuras del modernismo español. La familia Oriol le encarga la decoración de la capilla de su finca de El Plantío, en las cercanías de Madrid, donde pintará un mural sobre el tema de la Eucaristía. 
En 1919 pinta y retrata a los más importantes industriales de Bilbao: las familias Aznar, Soto, Garnica. En Córdoba, la familia Basabé posa también en su estudio.

### Manierismo vs. vanguardia
Como profesor de “Dibujo Antiguo y Ropaje” en la llamada Escuela Especial de Pintura instalada en la Real Academia de Bellas Artes de San Fernando de Madrid desde 1916, Romero de Torres se interesa cada vez más por los ropajes y las vestiduras de sus modelos. Estudia minuciosamente todos los detalles y da pie a hablar, desde 1920, de una nueva etapa, la manierista. El cuadro se va llenando de objetos simbólicos, como las piezas de latón, que sustituyen las imágenes anteriores de Córdoba, la ciudad sagrada y mítica.

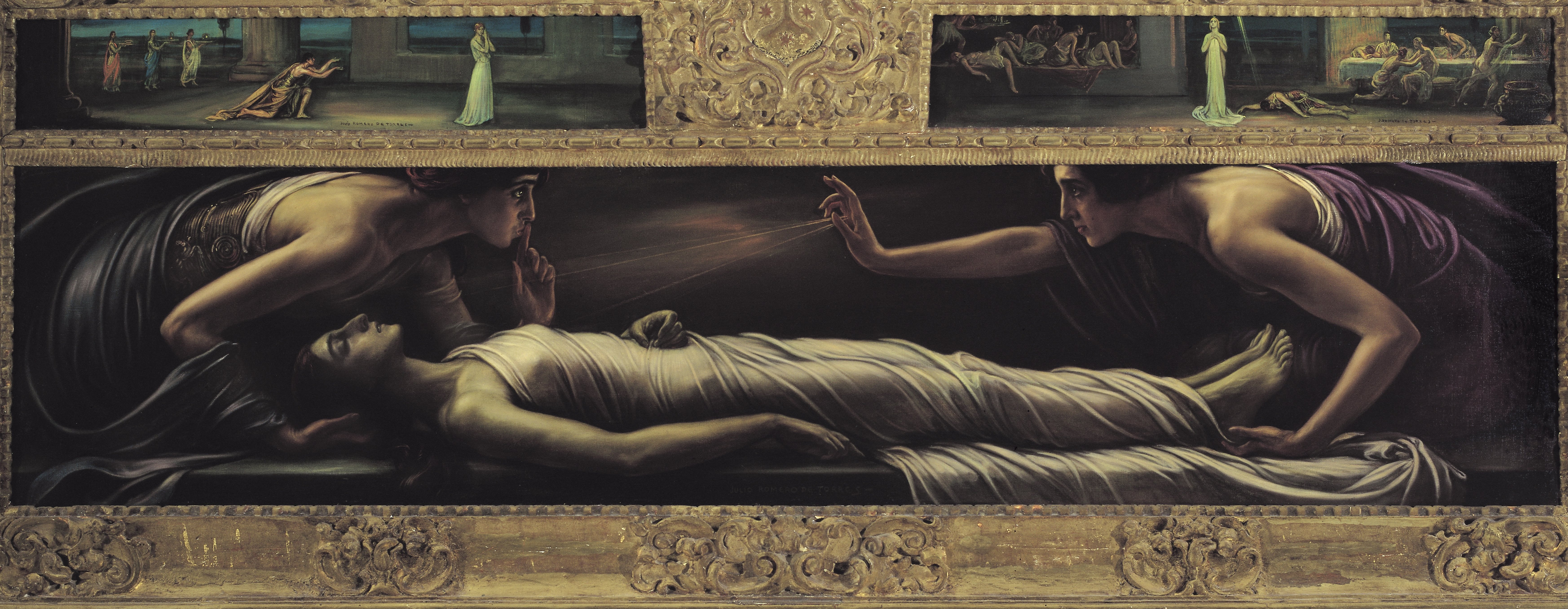
La muerte de Santa Inés (1920). Museo Julio Romero de Torres.

En 1920, Julio Romero de Torres pinta una de sus obras cumbres, La muerte de Santa Inés, políptico de tres tablas, de acendrado virtuosismo y difícil factura. Romero de Torres vuelve una y otra vez al estudio del Renacimiento italiano y al arte clásico español y realiza una obra maestra donde las haya. Para ello reinterpreta el mito de santa Inés, una santa, ahora laica, que fue víctima de la concupiscencia y el oprobio. La obra figuró en la exposición que el pintor realizó en Buenos Aires en 1922 y en la Iberoamericana de Sevilla de 1929. El cuerpo de santa Inés se presenta sobre una losa de mármol envuelta en un sudario. En cada extremo un ángel se inclina sobre la santa, uno le sostiene la cabeza y pide silencio y el otro le sujeta los pies, lanzando con su mano un rayo de luz vivificadora. En la parte superior se presentan dos fragmentos sobre la vida y martirio de la santa. En uno aparece una escena de riquezas materiales y en el otro se representan los placeres de la carne, a los que la santa consigue escapar. Puede que sea la obra más importante dentro de la pintura religiosa de Romero de Torres. 

#### Revista La Esfera

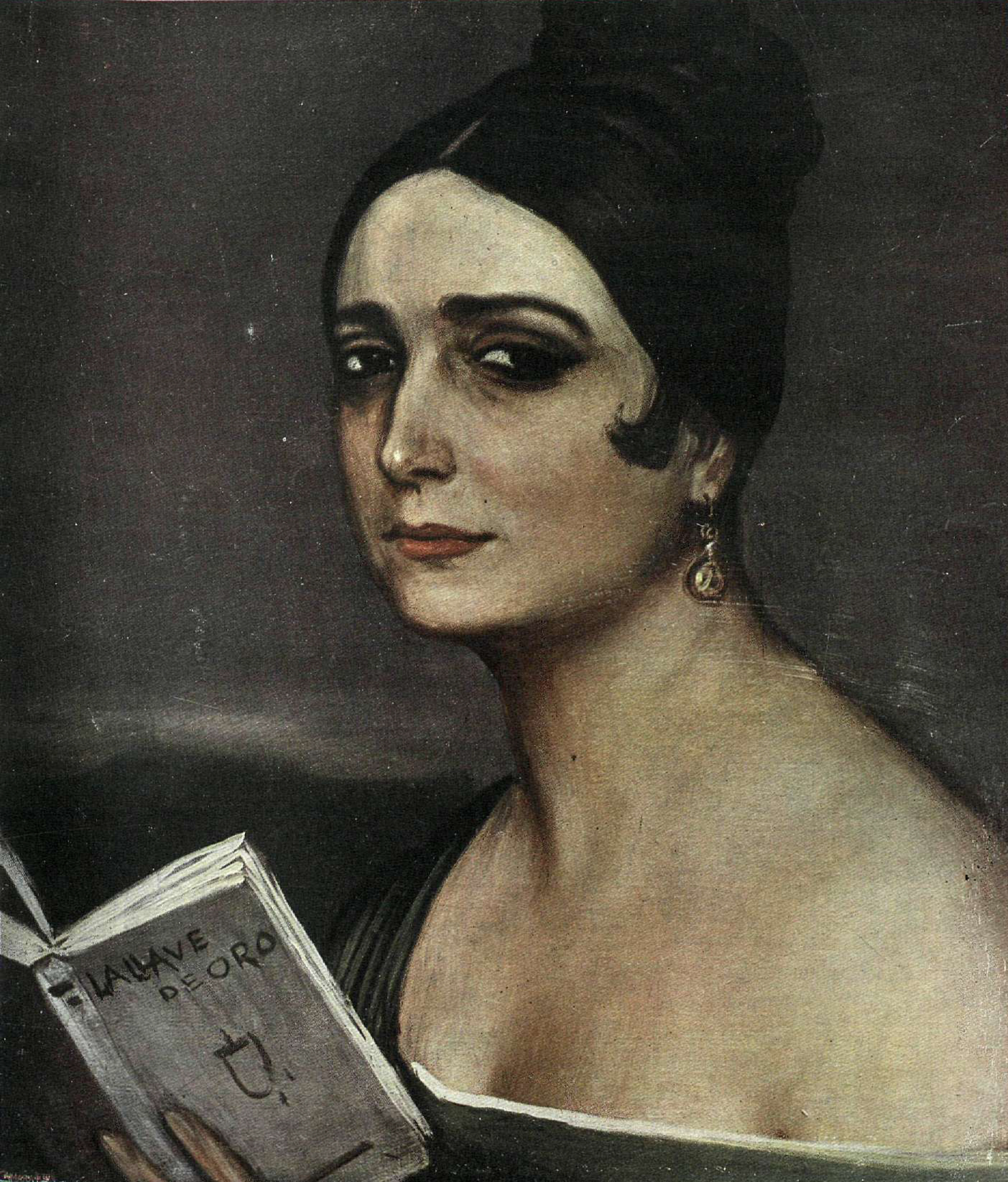
Pilar Millán Astray (1922).

En febrero de 1922 la revista literaria La Esfera de Madrid pide a Romero de Torres un retrato de la escritora Pilar Millán Astray para la portada de uno de sus números. El pintor cordobés,superándose a sí mismo, se sale del guion. Realiza un retrato al óleo y pastel de la novelista con trazo gordo y ágil, más próximo a la vanguardia que a su estética manierista. En un primer plano ampliado vemos a la escritora con su reciente novela La llave de oro entre las manos. Romero descompone la realidad en elementos narrativos básicos para acercarnos a la fuerza del personaje: ojos negros, pelo negro, nariz aguileña en una tez clara, limpia, casi blanca, en un color muy propio de la vanguardia.

#### Musidora

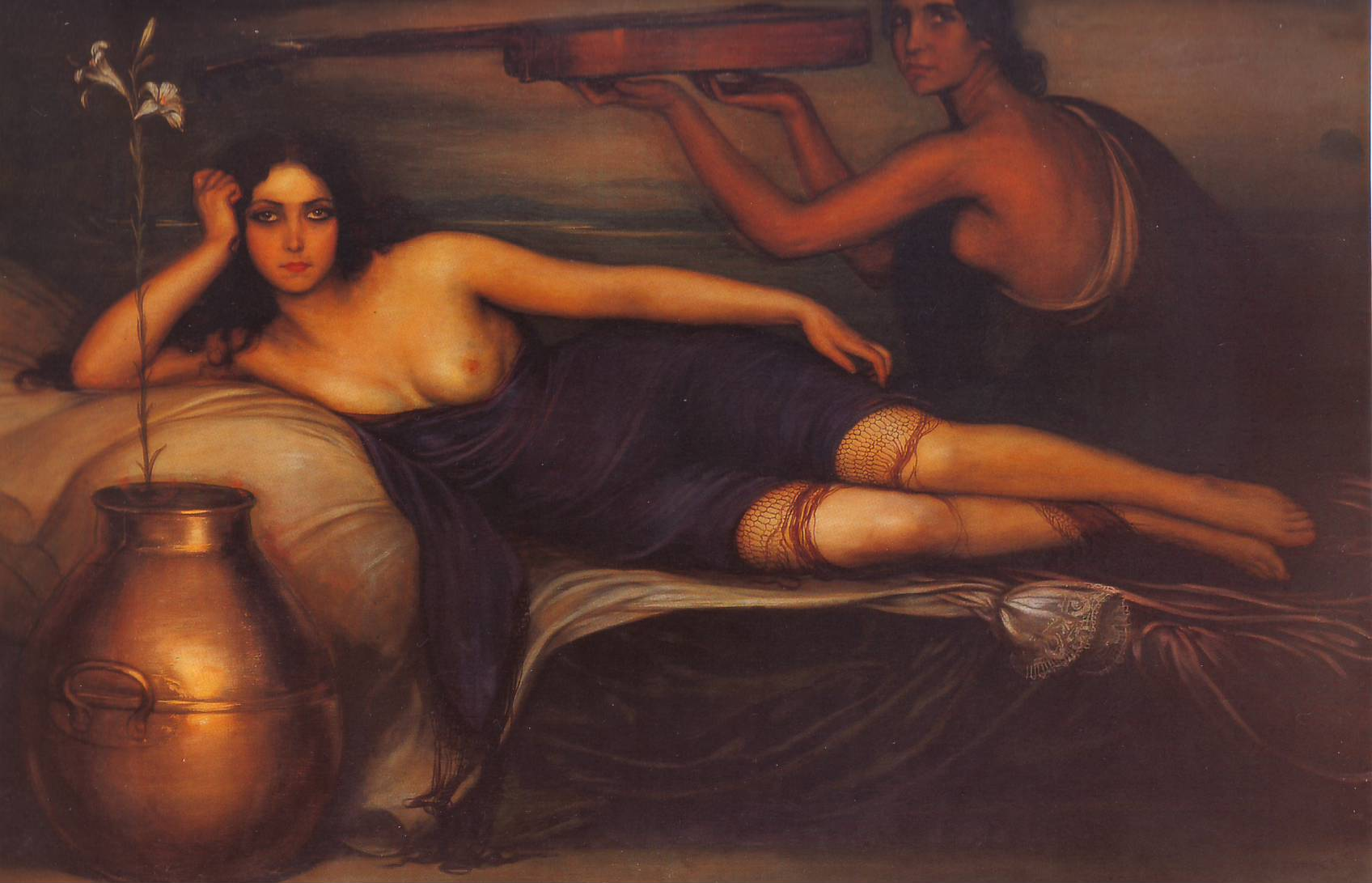
Musidora, protagonizado por la actriz Jeanne Roques, pintada hacia 1921 y expuesta en la galería argentina en 1922. La guitarra -en segundo plano- aparece callada, levantada, a manera de escopeta.

La actriz francesa Jeanne Roques («Musidora») llega a España en 1921 con un contrato de tres meses para actuar en el Teatro de la Comedia de Madrid. Por intermediación de la cupletista Raquel Meller, esposa del escritor guatemalteco Enrique Gómez Carrillo, la actriz conoce al pintor cordobés, que la plasma en más de un cuadro ese mismo año. Es en el círculo de Romero de Torres en el que conoce al rejoneador Antonio Cañero, un rico hacendado cordobés.
La actriz estuvo cinco años en suelo español, para volver a París en 1926. Tres de sus películas abordan su paso por España: Une aventure de Musidora en Espagne, Soleil et ombre y La tierra de los toros.

#### Galería Witcomb de Buenos Aires
El 4 de septiembre de 1922 Romero de Torres inaugura una exposición en la Galería Witcomb de Buenos Aires. Allí expone por primera vez la obra Perla negra, que en esa fecha era conocida como La morena de las perlas. El éxito de la pieza y del conjunto de obras que Romero de Torres presentó en Argentina, entre las que también se contaba su óleo Musidora, fue de tal calibre que el pintor vendió todo el género expuesto. El rotundo triunfo de la exposición certificaba un escalón más en su trayectoria y anunciaba que la fama internacional del pintor cordobés era ya un hecho. En distintas entrevistas, Romero de Torres confesó que se vino para España con 150.000 pesos argentinos. Nada más llegar a España, el pintor fantasea con un viaje a Nueva York para exponer y vender su obra en la ciudad estadounidense.
En 1924 pinta el retrato de la artista Conchita Triana. Romero ha dejado a un lado su etapa más clásica y se adentra en la búsqueda de un retrato espiritual. En 1928 pinta La Virgen de los Faroles para la fachada de la mezquita-catedral de Córdoba. En 1929, en la Exposición Iberoamericana de Sevilla presenta La chiquita piconera, Nocturno, La copla o Naranjas y limones. También de 1929 es Cante hondo, ejemplo claro de su manierismo último. Si La muerte de Santa Inés abre una etapa perfeccionista, en la que el pintor busca reflejar los pliegues de las ropas, la superposición de elementos, el completar el espacio visual, una especie de horror vacui con elementos consabidos: su perro Pacheco o la Virgen de los Dolores.

#### Cante hondo

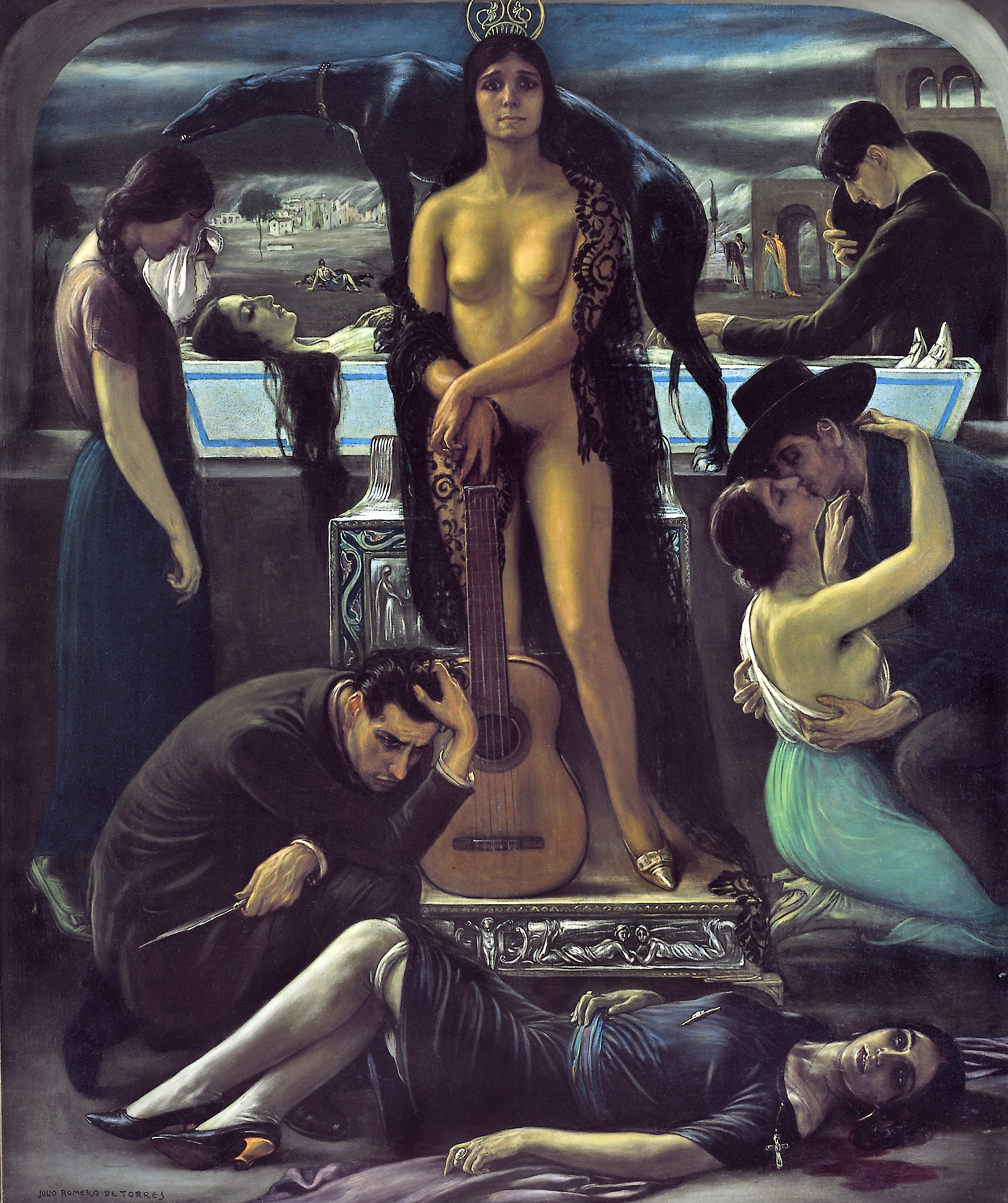
Cante hondo (1929). Museo Julio Romero de Torres.

Hacia 1928 los doctores le han avisado del mal estado de su salud. La fatiga le hace reducir su ritmo de trabajo. En una larga entrevista, el periodista Manuel Chaves Nogales le acompaña por la ciudad de Córdoba y habla de un artista excepcional. También César González-Ruano lo entrevista hacia 1930. Julio Romero le confesaba al periodista que necesitaba descansar. 

Julio Romero era un gran "cansao". Hace unos meses que me lo decía en su estudio de la calle de Pelayo, junto a los braseros enormes, cerca de la vitrina donde él guardaba estoques y capotes de Lagartijo, sentados los dos con una chavala morena, que envolvía su cuerpo en un abrigo del pintor.
- Estoy cansado. Me cansa Madrid y me cansa Córdoba.
- ¿Adónde se va usted, entonces?
- A París. Me cansa esto; además...".
César González-Ruano.

Cante hondo, que dejará firmado en 1929, es un homenaje manierista al cante jondo de su tierra en el que no falta ninguno de los elementos esenciales en su vida. Parece como una despedida del pintor en la que no quiere dejar fuera a nadie. Ni a su perro, Pacheco, que corona como un triunfo el altar de la musa flamenca, una conocida actriz andaluza, Lolita Astolfi, que aparece desnuda y sostiene con guitarra, símbolo del flamenco y metáfora de las formas femeninas.  A su espalda, se halla el cadáver de una niña muy débil y muy blanca -como diría el poeta Manuel Machado, y a sus pies, un cadáver de una mujer desdichada. Su amante y asesino empuña una faca delatora.
En mayo de 1930, cuando le llega la muerte, interrumpe dos importantes cuadros: La condesa de Colomera, retrato de Magdalena Muñoz-Cobo, quien posa con un vestido de gasa de plata, y el retrato de María Teresa López, su modelo favorita de los últimos años, argentina de nacimiento a la que inmortalizó en su obra Fuensanta y a la que deja inacabada en el lienzo de La monja.

#### La chiquita piconera

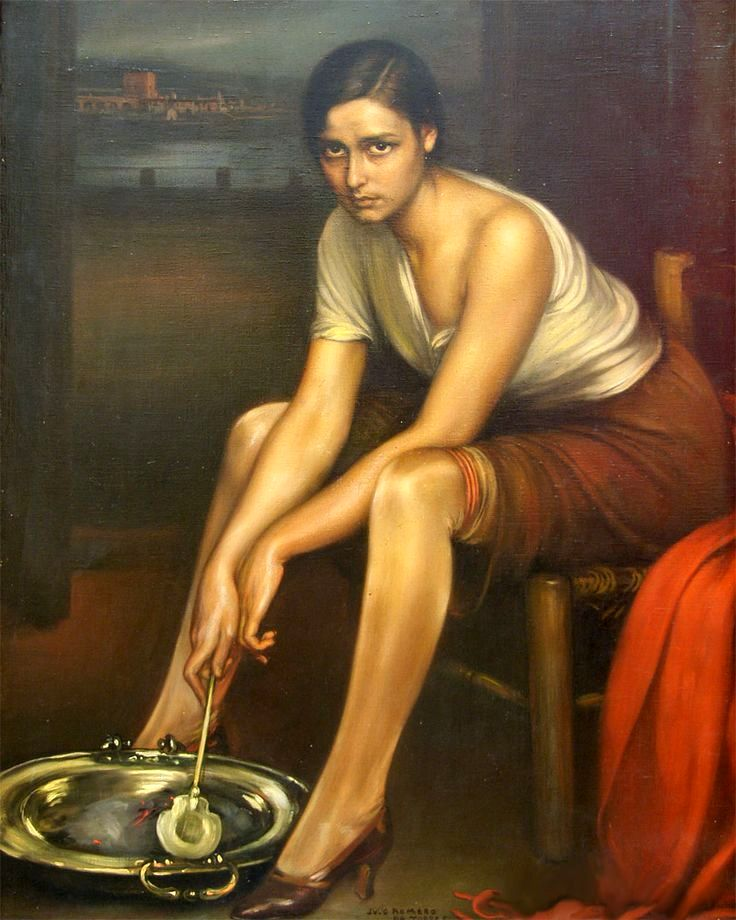
La chiquita piconera (1930). Museo Julio Romero de Torres.

Profundo erotismo rezuma la última obra firmada por Romero de Torres, La chiquita piconera (1930). Incluida en su etapa manierista, la modelo nos atrapa con una mirada cómplice. El fetichismo de Romero es perceptible en los zapatos con tacones, las medias de seda, las ligas anaranjadas, el hombro desnudo y el arranque de los senos. El conjunto, de empaque clásico, se cierra con un brasero popular, de factura circular y omnipresente en la cultura andaluza. La joven piconera es el prototipo de la musa de Julio Romero.

### Muerte

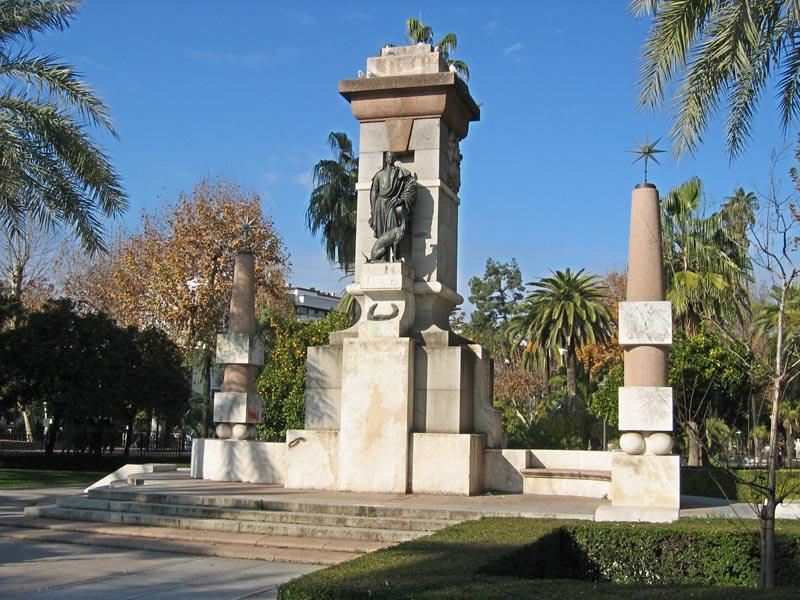
Monumento a Julio Romero de Torres en Córdoba.

El artista murió en su casa natal de Córdoba, a causa de una enfermedad hepática, en la madrugada del sábado 10 de mayo de 1930. La gente acudió en masa al Museo de Bellas Artes de la plaza del Potro, para dar testimonio de su dolor ante el cadáver, depositado en el salón del Museo Provincial, antigua capilla del hospital de la Caridad. El Ayuntamiento acordó sufragar los gastos de los funerales, asistir en Pleno al entierro y ceder terrenos a perpetuidad en el cementerio de San Rafael para recoger los restos mortales del pintor. La Diputación también asistió en Pleno, portando las cintas del féretro. El ministro de Gracia y Justicia, José Estrada y Estrada, acudió al sepelio en representación del rey Alfonso XIII. El entierro se llevó a efecto el lunes 12 de mayo, a las 10 de la mañana, en la Mezquita-Catedral. El padre Tortosa pronunció la oración fúnebre y un larguísimo cortejo, en el que también figuraban sus famosas modelos, lo condujo hasta el cementerio, a las afueras de la ciudad. Previamente al acto, su cadáver fue llevado a la plaza de Capuchinos, donde sonó la "Reverie" de Schumann. Cerraron los comercios, teatros, cafés, casinos, bares y tabernas de la ciudad. Nadie quería perderse el último adiós al maestro. Los taxis fueron enlutados con crespones negros; los afiliados a UGT, concentrados por la organización, acudieron con sus trajes de trabajo, considerando que había muerto un acreditado trabajador. Está enterrado en el cementerio de San Rafael de su ciudad natal.

## Obras más importantes
El grueso de su obra se encuentra en Córdoba en el Museo Julio Romero de Torres, donde se puede admirar el amplio repertorio de cuadros que fueron donados por su familia, por coleccionistas privados o comprados por el Ayuntamiento. Entre las obras más destacadas de este maestro figuran Naranjas y limones, Amor místico y amor profano, Poema de Córdoba, Marta y María, La saeta, Cante hondo, La consagración de la copla, Carmen, y por supuesto, La chiquita piconera o El retablo del amor.
Otras obras como La Buenaventura, La feria de Córdoba o La monja pueden contemplarse en el Museo Carmen Thyssen de Málaga.
Como escribe en su ensayo Francisco Zueras Torrens, las características principales de su obra están repletas de contenido y profuso estudio de cada elemento presente en el cuadro. Así, éstas se pueden resumir en:
- Simbolismo - Precisión de forma y dibujo - Luz suave en ropajes y carnes - Extraña luz de escenarios - Poética artificiosidad de escenarios - Dominio de la morbidez - Capacidad enorme para representar la figura humana - Paisajes que refuerzan el simbolismo - Paisajes donde la realidad se convierte en alegoría - Paisajes listos para ser degustados por el alma "sin detenerse en la superficie coriácea de las cosas - Paisajes desmaterializados para su última vivencia con el espectador.

## Subastas

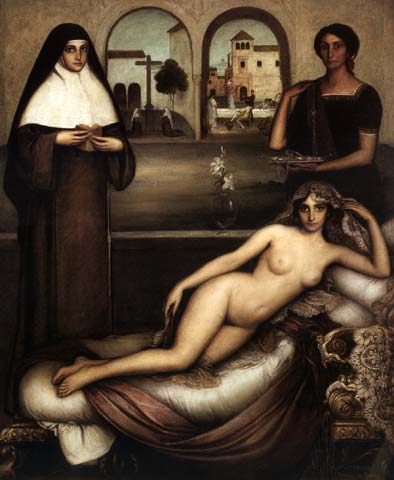
Las dos sendas (1915)

El 15 de octubre de 2020 se subastó su cuadro Las dos sendas (1915), propiedad del grupo empresarial PRASA. La subasta tuvo lugar en la casa Christie's de Nueva York y la obra fue adjudicada por 405 000 €.